# P. Lion
P. Lion, artiestennaam van Pietro Paolo Pelandi (Alzano Lombardo, 29 juni 1959), is een Italiaanse zanger en musicus bekend uit de jaren tachtig. 
De 'P' in zijn artiestennaam is overgenomen van de drie eerste letters van zijn echte naam, 'Lion' verwijst naar de leeuw als symbool van de adellijke familie van zijn vader. Zijn eerste single Happy Children stond in 1984 zeven weken in de Nederlandse Top 40. De tekst gaat over "kinderen, die wereld die we een beetje schoner willen zien". Het nummer werd één van de mijlpalen van het genre Italodisco.
- Bibliothèque nationale de France: cb13898556r (data)
- Gemeinsame Normdatei: 1103255088
- International Standard Name Identifier: 0000 0001 0496 4761
- Nationale Bibliotheek van Letland: 000071033
- MusicBrainz: d2d07d32-cbfb-43e3-b49b-5203baa13366
- Istituto Centrale per il Catalogo Unico: DDSV220422
- Système universitaire de documentation: 160318084
- Virtual International Authority File: 79640741
- WorldCat: E39PBJt3WqcKMpWwYByxCxYkjC